# Télescope spatial

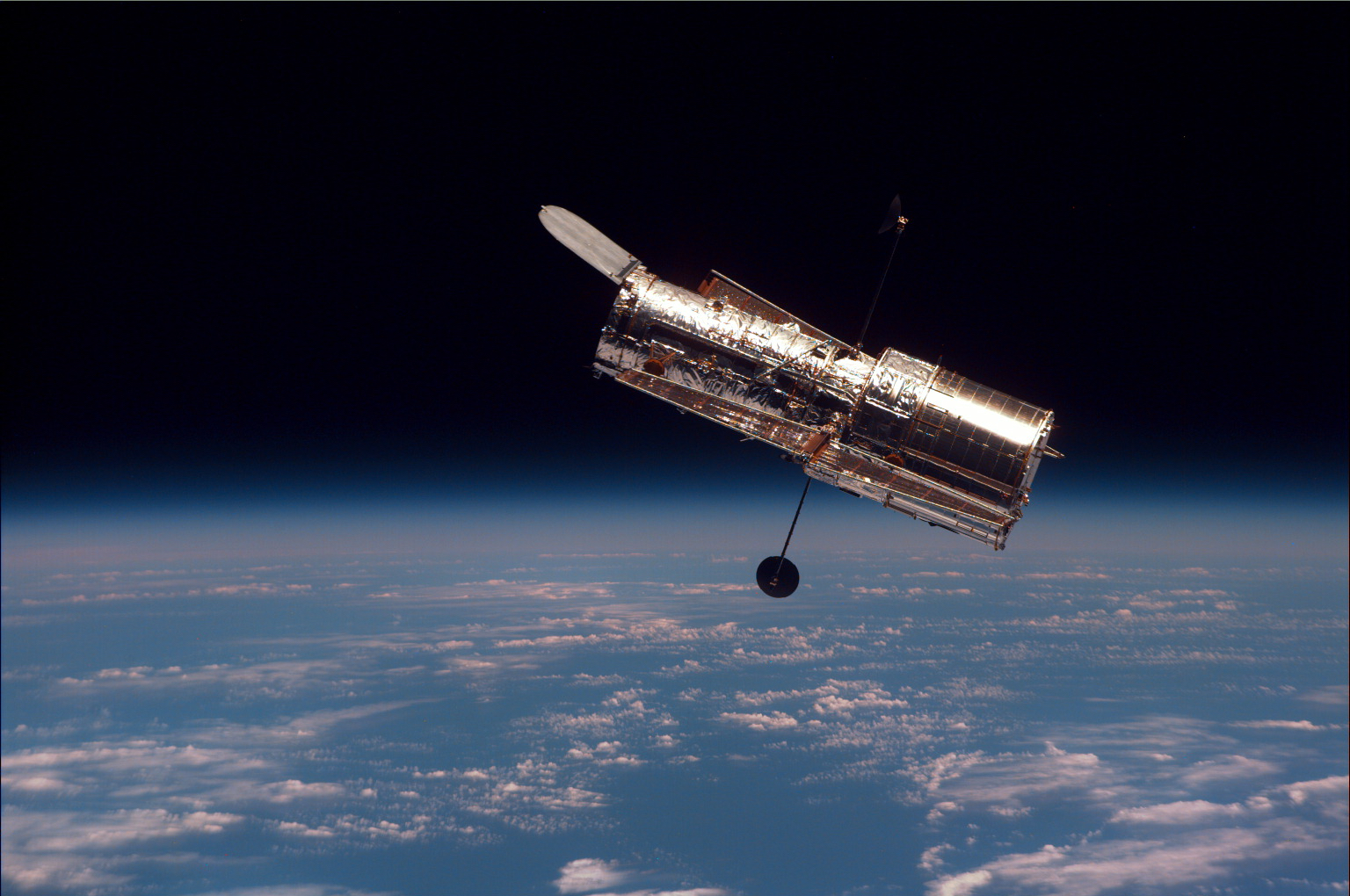
Le télescope spatial Hubble en orbite autour de la Terre (1997).

Un télescope spatial est un télescope placé au-delà de l'atmosphère. Le télescope spatial présente l'avantage, par rapport à son homologue terrestre, de ne pas être perturbé par l'atmosphère terrestre. Celle-ci déforme le rayonnement lumineux (infrarouge, visible, ultraviolet…) et en absorbe une grande partie (surtout infrarouge et ultraviolet).
Depuis les années 1960, les progrès de l'astronautique ont permis d'envoyer dans l'espace des télescopes spatiaux de différents types, dont le plus connu est le télescope spatial Hubble. Ces instruments jouent désormais un rôle important dans la collecte d'informations sur les planètes éloignées, les étoiles, les galaxies et les autres objets célestes.

## Caractéristiques d'un télescope spatial

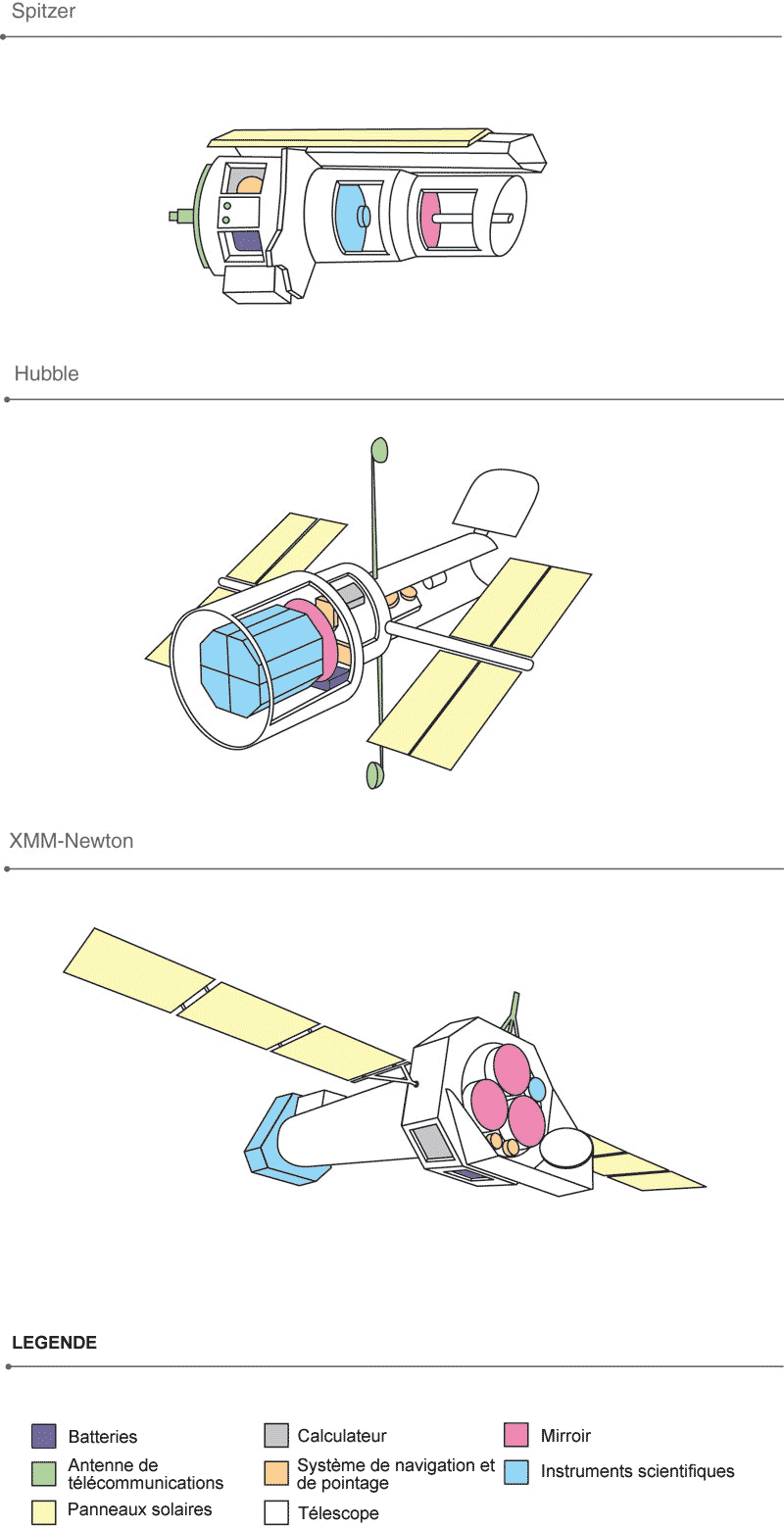
Spitzer, Hubble, XMM-Newton et leurs principaux composants

Un télescope spatial est un télescope installé dans l'espace pour observer les planètes éloignées, les galaxies et d'autres objets célestes.
On peut ranger les télescopes spatiaux en deux grandes catégories : les télescopes qui observent l'ensemble de la voûte céleste et ceux qui font des observations sur des portions choisies du ciel.

### Orbite
Dans l'idéal, le satellite d'observation astronomique est placé sur une orbite la plus éloignée possible des perturbations lumineuses ou électromagnétiques. La Terre et la Lune peuvent être une grande source de perturbations. Pour y échapper, certains satellites astronomiques sont placés sur des orbites qui les maintiennent éloignés en permanence de ces deux astres : point de Lagrange L2 de l'ensemble Terre-Soleil (par exemple Planck et Herschel), orbite héliocentrique dans le sillage de la Terre avec quelques semaines de décalage (par exemple Kepler). Par le passé, les satellites en orbite basse ont toutefois été largement majoritaires. Certains satellites astronomiques décrivent des orbites terrestres à forte excentricité (Integral, Granat, XMM-Newton) pour permettre des observations à l'extérieur des ceintures de Van Allen (les particules à l'intérieur des ceintures perturbent les mesures) et disposer de longues durées d'observation ininterrompues (une périodicité longue limite le nombre d'interruptions liés au passage derrière la Terre).

### Résolution
La résolution des télescopes dans le visible est aujourd'hui meilleure que celle des télescopes terrestres. Elle n'est limitée que par la charge utile des lanceurs existants et le coût de construction d'un gros télescope spatial. La réalisation du lanceur lourd SLS pourrait permettre le lancement d'un télescope spatial doté d'un miroir de 8 à 17 mètres (projet Advanced Technology Large-Aperture Space Telescope).

### Durée de vie
Le satellite d'observation astronomique, comme les autres satellites, doit se maintenir sur une orbite et être pointé vers l'objet observé pour accomplir sa mission, ce qui nécessite de disposer d'ergols. Sa durée de vie est donc conditionnée par la quantité d'ergols emportée, car les opérations de maintenance d'un satellite, comme celles réalisées pour le télescope Hubble, sont trop coûteuses pour être envisagées dans un cas normal. Certains satellites d'observation astronomique, comme les télescopes infrarouge, utilisent des capteurs qui nécessitent en outre un liquide de refroidissement (hélium liquide). Celui-ci s'épuise progressivement, ce qui limite la durée durant laquelle ils peuvent réaliser leurs meilleures mesures.

## Avantages du télescope spatial

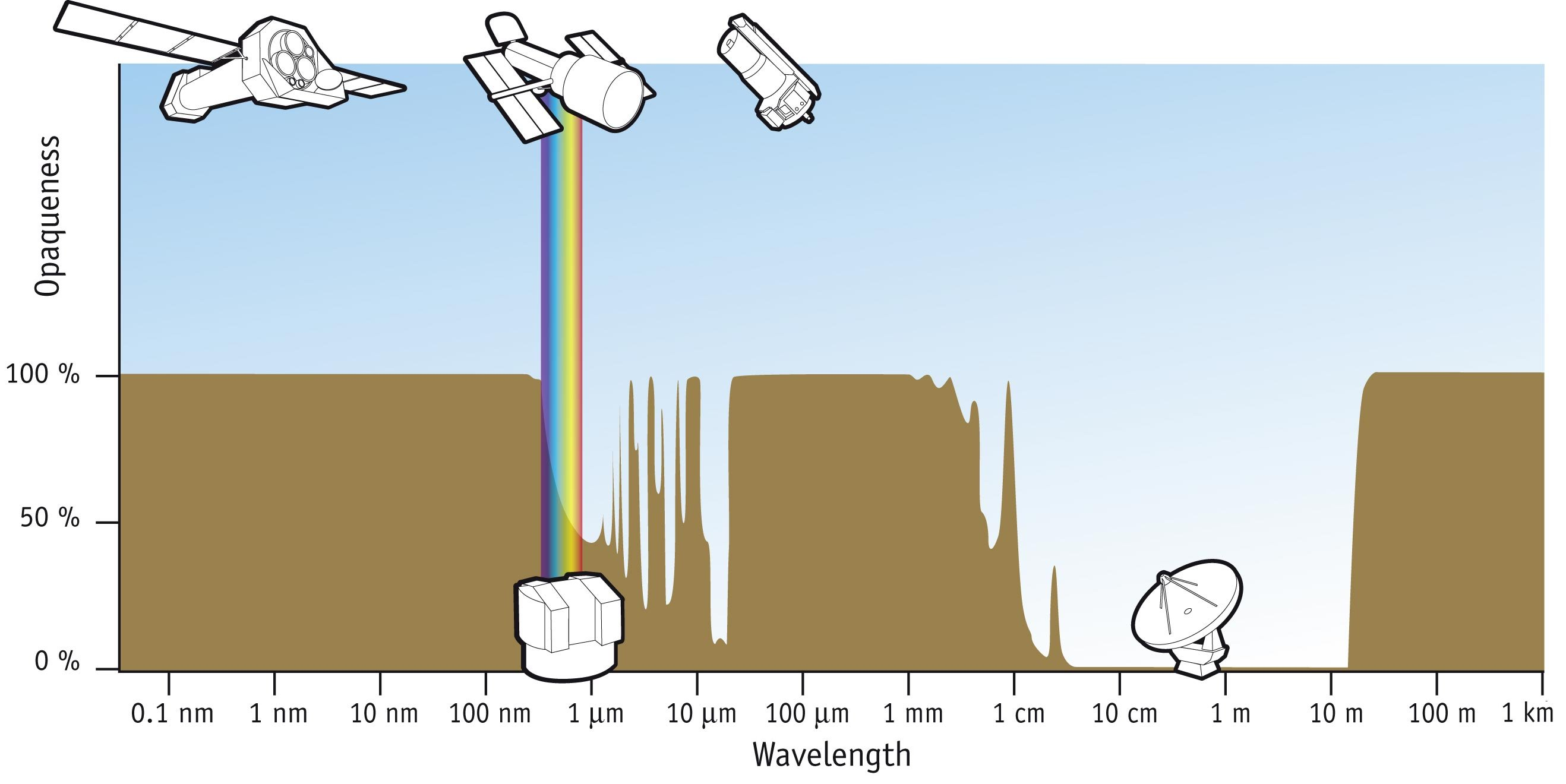
Les longueurs d'onde absorbées par l'atmosphère en part filtrée (de 0 à 100 %)

Plusieurs phénomènes constituent des freins à l'observation astronomique depuis le sol : la turbulence naturelle de l'air, qui perturbe le cheminement des photons et réduit la qualité de l'image, limite la résolution aux environs d'une seconde d'arc même si certains télescopes terrestres (tels que le Very Large Telescope) peuvent contrebalancer les turbulences grâce à leur optique adaptative. Dans le domaine du rayonnement visible, un télescope spatial peut observer un objet cent fois moins lumineux que ce qui peut être techniquement observable depuis le sol. En outre, une grande partie du spectre électromagnétique est complètement (gamma, X, etc.) ou partiellement (infrarouge et ultraviolet) absorbée par l'atmosphère terrestre et ne peut donc être observée que depuis l'espace. L'observation lumineuse depuis le sol est également de plus en plus handicapée par la pollution lumineuse due aux nombreuses sources de lumière artificielles.
Seuls le rayonnement visible et les fréquences radios ne sont pas atténués par l’atmosphère terrestre. L'astronomie spatiale joue un rôle essentiel pour les autres longueurs d'onde. Elle a pris aujourd'hui une grande importance grâce à des télescopes comme Chandra ou XMM-Newton.

## Historique

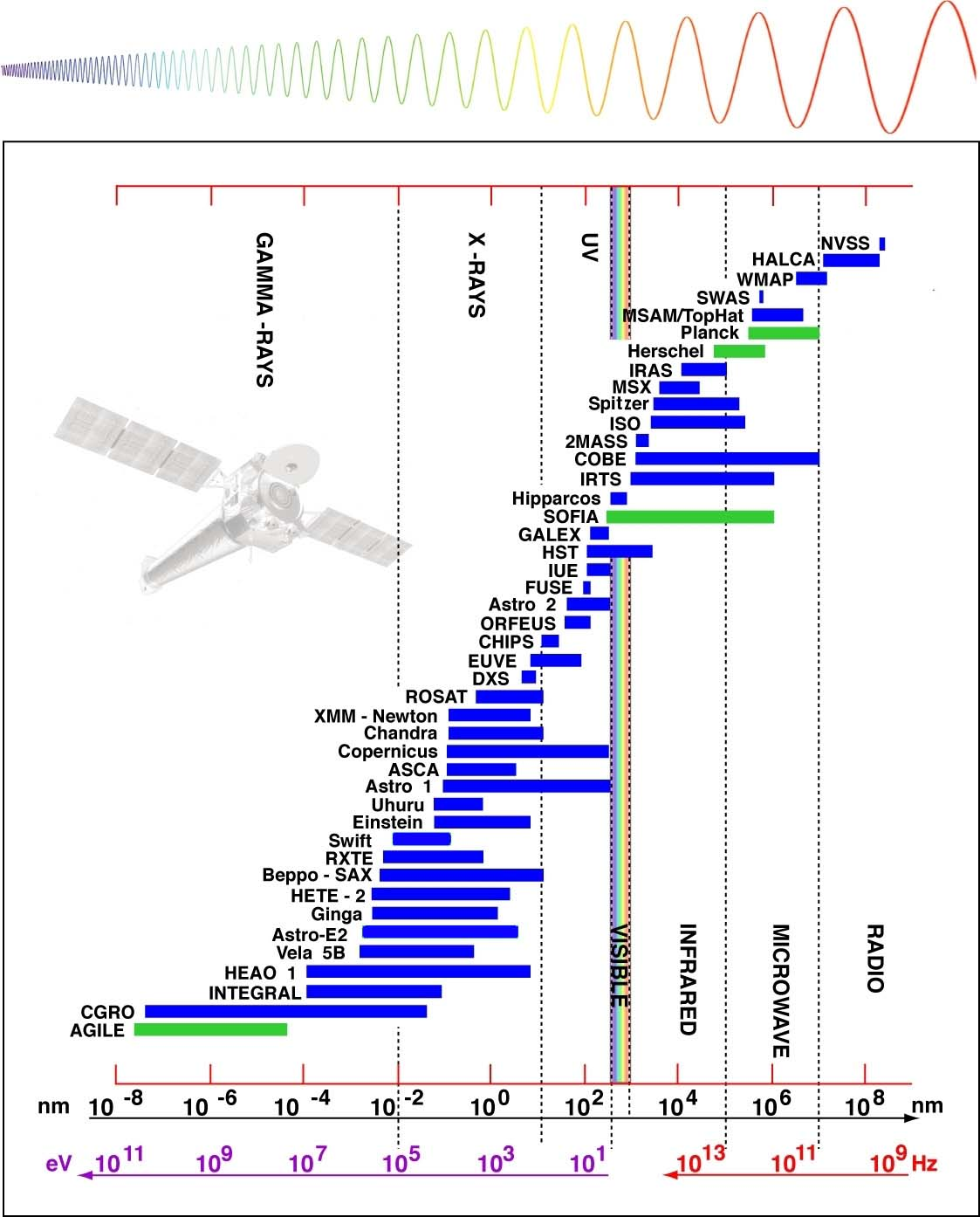
Les principaux télescopes spatiaux et la partie du spectre électromagnétique qu'ils observent.

Aux États-Unis, la création d’un télescope spatial est évoquée pour la première fois en 1946 par Lyman Spitzer, un professeur et chercheur de l’université Yale, qui démontre dans son article intitulé « Les avantages d’un observatoire extra-terrestre dans le domaine de l’astronomie » qu’un télescope placé dans l’espace offre un grand nombre d’avantages car, explique-t-il, l’atmosphère terrestre filtre et déforme la lumière venue des étoiles. Même le télescope le plus perfectionné ne peut pas échapper à ce phénomène alors qu’un télescope situé en orbite le peut. Par ailleurs, l’atmosphère bloque une grande partie du spectre électromagnétique, comme le rayonnement X émis par des phénomènes de haute température dans les étoiles et dans d’autres objets. Un télescope spatial pourrait permettre aux scientifiques de mesurer également ce type d’émission.
Les premiers observatoires astronomiques ne sont que des projectiles lancés par une fusée-sonde pour sortir brièvement de l'atmosphère ; aujourd'hui, les télescopes sont mis en orbite pour des périodes qui peuvent aller de quelques semaines (missions embarquées sur la navette spatiale américaine) à quelques années. Un grand nombre d’observatoires spatiaux ont été mis en orbite et la plupart d’entre eux ont amélioré de manière importante nos connaissances cosmologiques. Certains de ces observatoires ont achevé leurs missions, tandis que d'autres sont toujours en opération. Les télescopes spatiaux sont lancés et maintenus par les agences spatiales : la National Aeronautics and Space Administration (NASA) américaine, l'Agence spatiale européenne, l'agence spatiale japonaise (JAXA) et Roscosmos pour la Russie.

## Satellites astronomiques

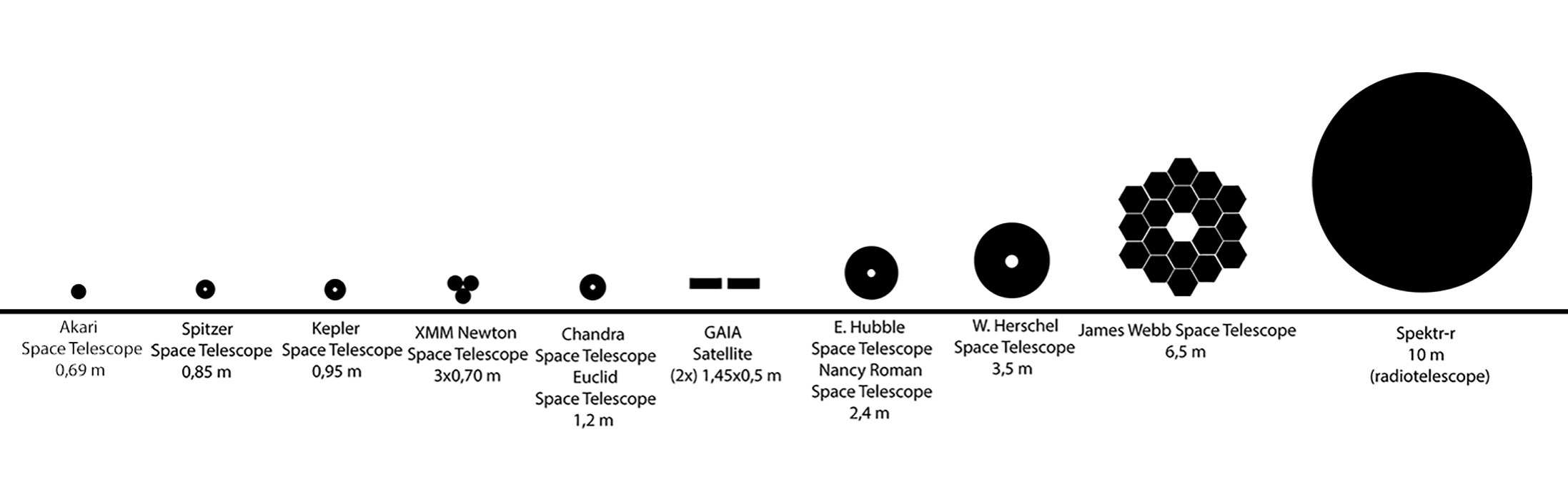
Comparaison entre télescopes spatiaux par diamètre.

On peut classer les satellites astronomiques spatiaux en fonction des longueurs d'onde qu'ils observent : rayonnement gamma, rayonnement X, ultraviolet, lumière visible, infrarouge, radio millimétrique et radio. Le terme « télescope » est généralement réservé aux instruments qui utilisent une optique, ce qui n'est pas le cas des satellites astronomiques observant le rayonnement gamma, X et radio[réf. souhaitée]. Certains satellites peuvent observer plusieurs plages (ils apparaissent plusieurs fois dans le tableau ci-dessous). On intègre dans la catégorie des satellites astronomiques les instruments qui étudient les noyaux et/ou les électrons du rayonnement cosmique ainsi que ceux qui détectent les ondes gravitationnelles.

### Observatoires de rayonnement gamma
Les télescopes gamma collectent et mesurent le rayonnement gamma à haute énergie émis par les sources célestes. Ce rayonnement est absorbé par l'atmosphère et doit être observé depuis des ballons à haute altitude (télescopes-ballons (en)) ou depuis l'espace. Le rayonnement gamma peut être généré par les supernovae, les étoiles à neutrons, les pulsars et les trous noirs. Les éruptions gamma, qui dégagent des énergies élevées, ont été également détectées sans qu'on en identifie la provenance.

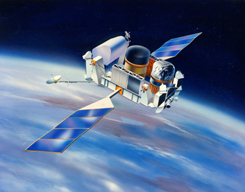
Le Compton Gamma Ray Observatory.
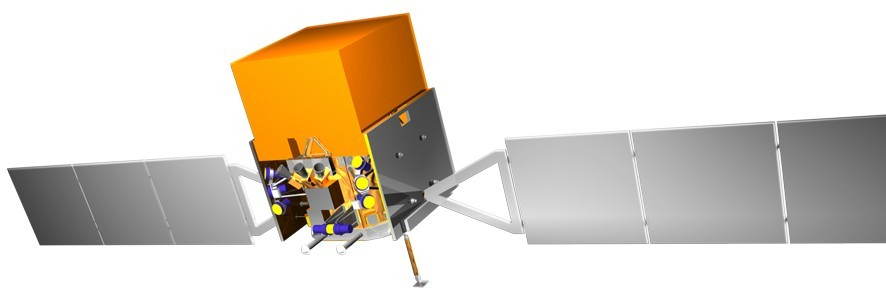
Schéma du Fermi Gamma-ray Space Telescope.
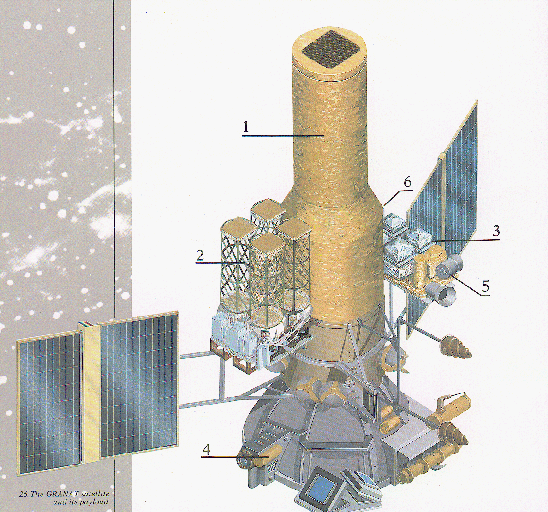
Le télescope Granat.

| Nom                                                        | Agence spatiale | Date de lancement | Fin de mission | Emplacement                         | Ref(s) |
| ---------------------------------------------------------- | --------------- | ----------------- | -------------- | ----------------------------------- | ------ |
| High Energy Astronomy Observatory 3 (HEAO 3)               | NASA            | 20 septembre 1979 | 29 mai 1981    | Orbite terrestre (486,4–504,9 km)   | ,      |
| Astrorivelatore Gamma ad Immagini LEggero (AGILE)          | ASI             | 23 avril 2007     | —              | Orbite terrestre (524–553 km)       | ,      |
| Compton Gamma-Ray Observatory (CGRO)                       | NASA            | 5 avril 1991      | 4 juin 2000    | Orbite terrestre (362–457 km)       | ,      |
| COS-B                                                      | ESA             | 9 août 1975       | 25 avril 1982  | Orbite terrestre (339,6–99,876 km)  | ,      |
| Gamma                                                      | RSA             | 1er juillet 1990  | 1992           | Orbite terrestre (375 km)           | [ 16 ] |
| Fermi Gamma-ray Space Telescope                            | NASA            | 11 juin 2008      | —              | Orbite terrestre (555 km)           | [ 17 ] |
| Granat                                                     | CNRS et IKI     | 1er décembre 1989 | 25 mai 1999    | Orbite terrestre (2 000–200 000 km) | ,      |
| High Energy Transient Explorer 2 (HETE 2)                  | NASA            | 9 octobre 2000    | —              | Orbite terrestre (590–650 km)       | ,      |
| International Gamma-Ray Astrophysics Laboratory (INTEGRAL) | ESA             | 17 octobre 2002   | —              | Orbite terrestre (639–153 000 km)   | ,      |
| Low Energy Gamma Ray Imager (en) (LEGRI)                   | INTA            | 19 mai 1997       | février 2002   | Orbite terrestre (600 km)           | ,      |
| Small Astronomy Satellite 2 (SAS 2)                        | NASA            | 15 novembre 1972  | 8 juin 1973    | Orbite terrestre (443–632 km)       | ,      |
| Swift Gamma Ray Burst Explorer (SWIFT)                     | NASA            | 20 novembre 2004  | —              | Orbite terrestre (585–604 km)       | ,      |

### Observatoires spatiaux de rayonnement X
Les télescopes à rayons X mesurent le rayonnement X émis par les photons à haute énergie. Ceux-ci ne peuvent pas traverser l'atmosphère et doivent donc être observés soit depuis la haute atmosphère soit depuis l'espace. Plusieurs types d'objets célestes émettent des rayons X depuis les amas de galaxie en passant par les trous noirs ou les noyaux galactiques actifs jusqu'aux objets galactiques tels que les restes de supernovas ou les étoiles et les étoiles doubles comportant une naine blanche... Certains corps du système solaire émettent des rayons X, le plus notable étant la Lune, bien que la majorité du rayonnement X de la Lune provienne de la réflexion de rayons X du Soleil. On considère que la combinaison de nombreuses sources de rayonnement X non identifiées est à l'origine du rayonnement X de fond

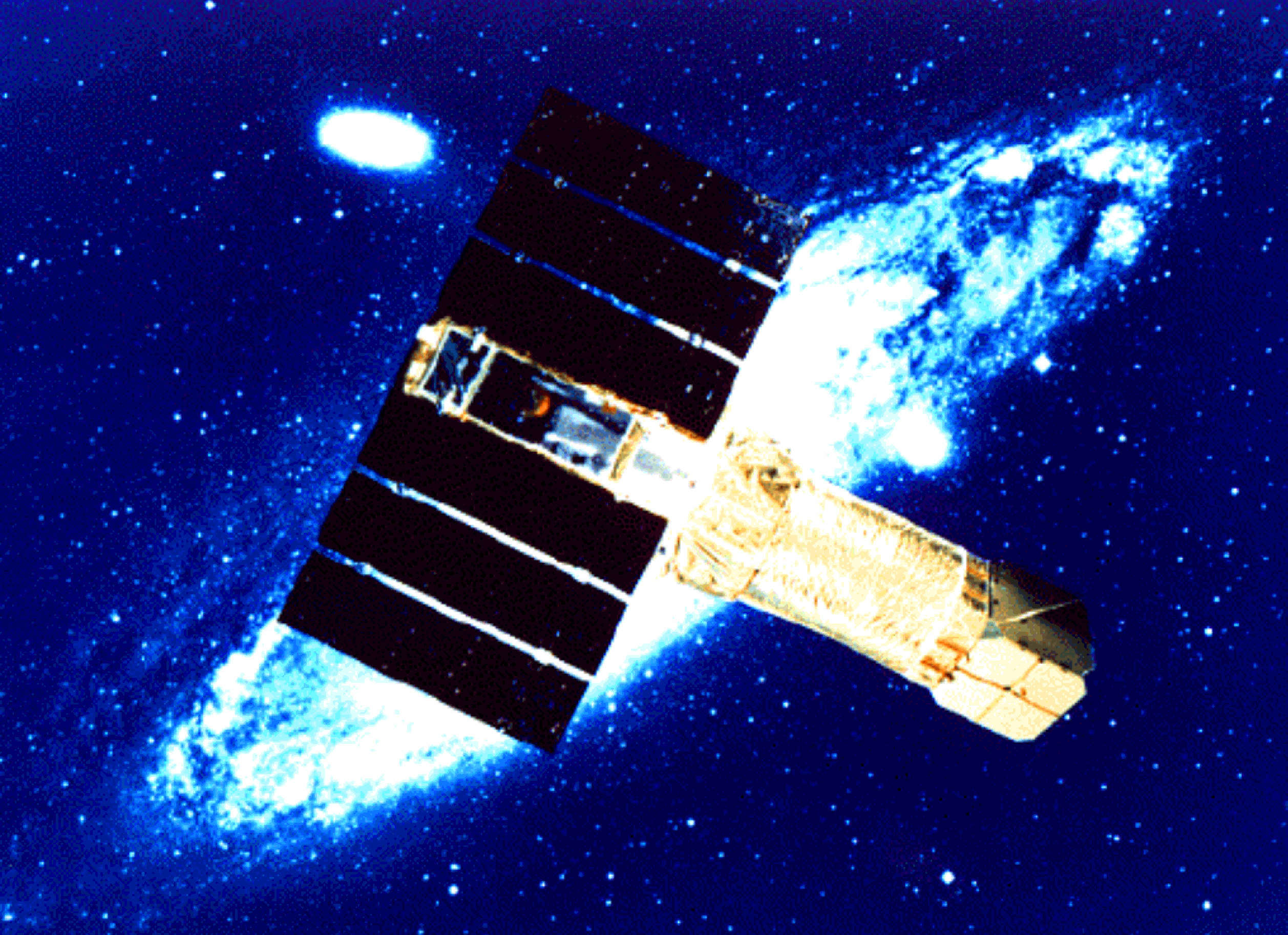
Le Advanced Satellite for Cosmology and Astrophysics.
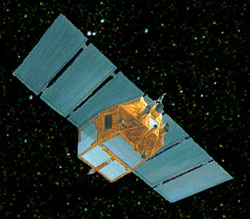
BeppoSAX (vue d'artiste).
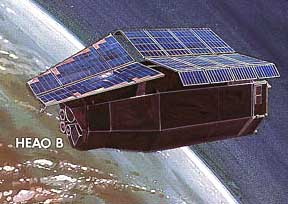
The Einstein Observatory (HEAO 2).

| Nom                                                        | Agence spatiale                                  | Date de lancement | Fin de mission    | Emplacement                         | Ref(s) |
| ---------------------------------------------------------- | ------------------------------------------------ | ----------------- | ----------------- | ----------------------------------- | ------ |
| A Broadband Imaging X-ray All-sky Survey (ABRIXAS)         | DLR                                              | 28 avril 1999     | 1er juillet 1999  | Orbite terrestre (549–598 km)       | ,      |
| Advanced Satellite for Cosmology and Astrophysics (ASCA)   | NASA & ISAS                                      | 20 février 1993   | 2 mars 2001       | Orbite terrestre (523,6–615,3 km)   | ,      |
| AGILE                                                      | ASI                                              | 23 avril 2007     | —                 | Orbite terrestre (524–553 km)       | ,      |
| Ariel V                                                    | Science and Engineering Research Council et NASA | 15 octobre 1974   | 14 mars 1980      | Orbite terrestre (520 km)           | ,      |
| Array of Low Energy X-ray Imaging Sensors (Alexis)         | LANL                                             | 25 avril 1993     | 2005              | Orbite terrestre (749–844 km)       | ,      |
| Aryabhata                                                  | ISRO                                             | 19 avril 1975     | 23 avril 1975     | Orbite terrestre (563–619 km)       | [ 43 ] |
| Astron                                                     | IKI                                              | 23 mars 1983      | juin 1989         | Orbite terrestre (2 000—200 000 km) | ,      |
| Astronomische Nederlandse Satelliet (ANS)                  | SRON                                             | 30 août 1974      | juin 1976         | Orbite terrestre (266–1 176 km)     | ,      |
| Astrosat                                                   | ISRO                                             | 28 septembre 2015 | —                 | Orbite terrestre (650 km)           | [ 49 ] |
| BeppoSAX                                                   | ASI                                              | 30 avril 1996     | 30 avril 2002     | Orbite terrestre (575–594 km)       | ,      |
| Broad Band X-ray Telescope (Astro 1)                       | NASA                                             | 2 décembre 1990   | 11 décembre 1990  | Orbite terrestre (500 km)           | ,      |
| Chandra                                                    | NASA                                             | 23 juillet 1999   | —                 | Orbite terrestre (9 942–140 000 km) | ,      |
| Constellation-X Observatory (en)                           | NASA                                             | TBA               | —                 | —                                   | [ 57 ] |
| COS-B                                                      | ESA                                              | 9 août 1975       | 25 avril 1982     | Orbite terrestre (339,6–99,876 km)  | ,      |
| Cosmic Radiation Satellite (CORSA)                         | ISAS                                             | 6 février 1976    | 6 février 1976    | Échec au lancement                  | ,      |
| Dark Universe Observatory (en)                             | NASA                                             | TBA               | —                 | Orbite terrestre (600 km)           | ,      |
| Einstein Observatory (HEAO 2)                              | NASA                                             | 13 novembre 1978  | 26 avril 1981     | Orbite terrestre (465–476 km)       | ,      |
| EXOSAT                                                     | ESA                                              | 26 mai 1983       | 8 avril 1986      | Orbite terrestre (347–191 709 km)   | ,      |
| Ginga (Astro-C)                                            | ISAS                                             | 5 février 1987    | 1er novembre 1991 | Orbite terrestre (517–708 km)       | ,      |
| Granat                                                     | CNRS et IKI                                      | 1er décembre 1989 | 25 mai 1999       | Orbite terrestre (2 000–200 000 km) | ,      |
| Hakucho                                                    | ISAS                                             | 21 février 1979   | 16 avril 1985     | Orbite terrestre (421–433 km)       | ,      |
| High Energy Astronomy Observatory 1 (HEAO 1)               | NASA                                             | 12 août 1977      | 9 janvier 1979    | Orbite terrestre (445 km)           | ,      |
| High Energy Astronomy Observatory 3 (HEAO 3)               | NASA                                             | 20 septembre 1979 | 29 mai 1981       | Orbite terrestre (486,4–504,9 km)   | ,      |
| High Energy Transient Explorer 2 (HETE 2)                  | NASA                                             | 9 octobre 2000    | —                 | Orbite terrestre (590–650 km)       | ,      |
| International Gamma-Ray Astrophysics Laboratory (INTEGRAL) | ESA                                              | 17 octobre 2002   | —                 | Orbite terrestre (639–153 000 km)   | ,      |
| Nuclear Spectroscopic Telescope Array (NuSTAR)             | NASA                                             | 13 juin 2012      | —                 | Orbite terrestre (525 km)           | [ 77 ] |
| Rosat                                                      | NASA] et DLR                                     | 1er juin 1990     | 12 février 1999   | Orbite terrestre (580 km)           | ,      |
| Rossi X-ray Timing Explorer                                | NASA                                             | 30 décembre 1995  | 3 janvier 2012    | Orbite terrestre (409 km)           | ,      |
| Spectrum-X-Gamma                                           | IKI et NASA                                      | 2010              | —                 | —                                   | [ 83 ] |
| Suzaku (ASTRO-E2)                                          | JAXA et NASA                                     | 10 juillet 2005   | —                 | Orbite terrestre (550 km)           | ,      |
| [[Swift (télescope spatial)\|Modèle:Sanglais]]             | NASA                                             | 20 novembre 2004  | —                 | Orbite terrestre (585–604 km)       | ,      |
| Tenma                                                      | ISAS                                             | 20 février 1983   | 19 janvier 1989   | Orbite terrestre (489–503 km)       | ,      |
| Small Astronomy Satellite 3 (SAS-C)                        | NASA                                             | 7 mai 1975        | avril 1979        | Orbite terrestre (509–516 km)       | ,      |
| Uhuru                                                      | NASA                                             | 12 décembre 1970  | mars 1973         | Orbite terrestre (531–572 km)       | ,      |
| X-Ray Evolving Universe Spectroscopy Mission (XEUS)        | ESA                                              | Annulé            | —                 | —                                   | [ 95 ] |
| XMM-Newton                                                 | ESA                                              | 10 décembre 1999  | —                 | Orbite terrestre (7 365–114 000 km) | ,      |

### Télescopes ultraviolet
Les télescopes ultraviolet effectuent leurs observations dans la gamme des ondes ultraviolet c'est-à-dire entre 100 et 3 200 Å. La lumière dans ces longueurs d'onde est absorbée par l'atmosphère terrestre aussi les observations doivent être réalisées dans la haute atmosphère ou depuis l'espace. Les objets célestes émettant un rayonnement ultraviolet comprennent le Soleil, les autres étoiles et les galaxies.

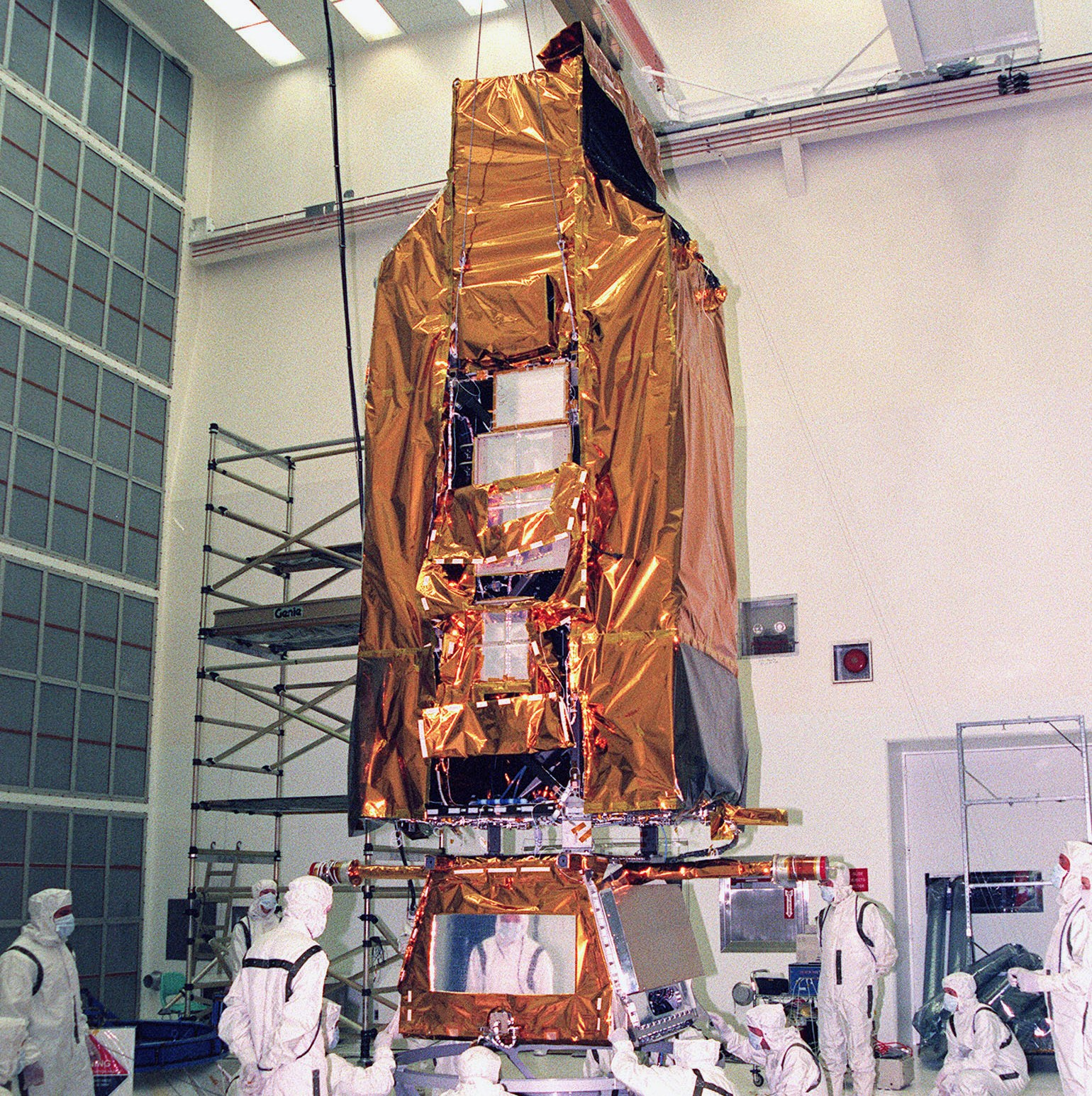
Far Ultraviolet Spectroscopic Explorer.
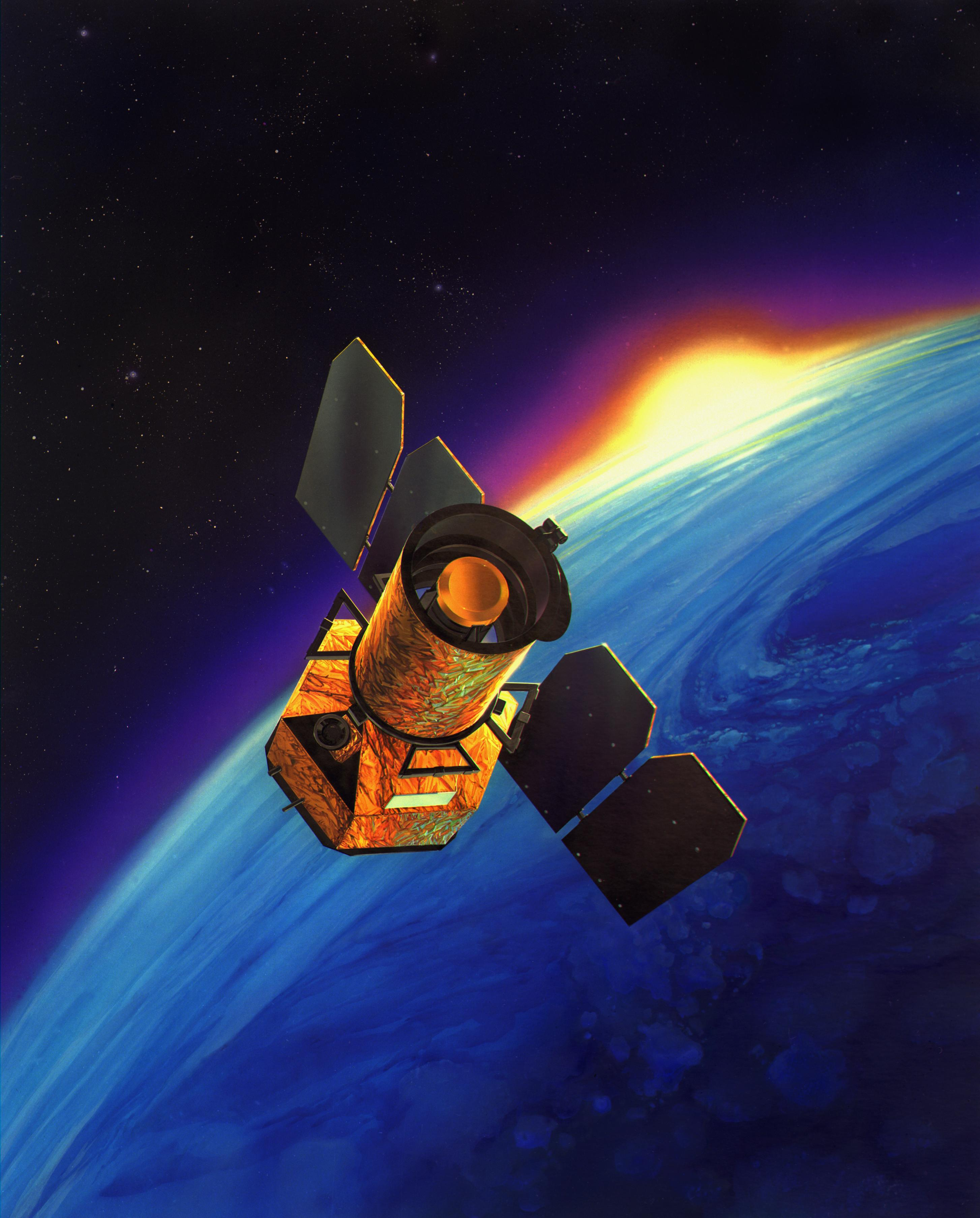
GALEX (vue d'artiste).
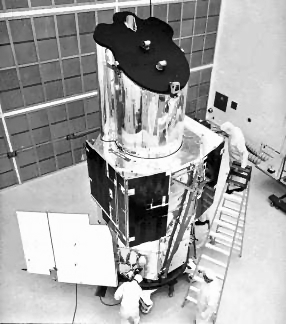
Le Copernicus Observatory dans une salle blanche.

| Nom                                                                         | Agence spatiale             | Date de lancement | Fin de mission    | Emplacement                         | Ref(s)  |
| --------------------------------------------------------------------------- | --------------------------- | ----------------- | ----------------- | ----------------------------------- | ------- |
| Astro-2                                                                     | NASA                        | 2 mars 1993       | 18 mars 1993      | Orbite terrestre (349–363 km)       | ,       |
| Astron                                                                      | IKI                         | 23 mars 1983      | juin 1989         | Orbite terrestre (2 000–200 000 km) | ,       |
| Astronomische Nederlandse Satelliet (ANS)                                   | SRON                        | 30 août 1974      | juin 1976         | Orbite terrestre (266–1 176 km)     | ,       |
| Astrosat                                                                    | ISRO                        | avril 2009        | —                 | Orbite terrestre (650 km)           | [ 49 ]  |
| Broad Band X-ray Telescope / Astro 1                                        | NASA                        | 2 décembre 1990   | 11 décembre 1990  | Orbite terrestre (500 km)           | ,       |
| Copernicus Observatory                                                      | NASA                        | 21 août 1972      | 1980              | Orbite terrestre (713–724 km)       | [ 102 ] |
| Cosmic Hot Interstellar Spectrometer (CHIPS)                                | NASA                        | 13 janvier 2003   | —                 | Orbite terrestre (578–594 km)       | ,       |
| Extreme Ultraviolet Explorer (EUVE)                                         | NASA                        | 7 juin 1992       | 30 janvier 2002   | Orbite terrestre (515–527 km)       | ,       |
| Far Ultraviolet Spectroscopic Explorer (FUSE)                               | NASA, CNES et CSA           | 24 juin 1999      | 12 juillet 2007   | Orbite terrestre (752–767 km)       | ,       |
| Galaxy Evolution Explorer (GALEX)                                           | NASA                        | 28 avril 2003     | 28 juin 2013      | Orbite terrestre (691–697 km)       | ,       |
| Hubble                                                                      | NASA                        | 24 avril 1990     | —                 | Orbite terrestre (586,47–610,44 km) | [ 111 ] |
| International Ultraviolet Explorer (IUE)                                    | ESA, NASA et SERC           | 26 janvier 1978   | 30 septembre 1996 | Orbite terrestre (32 050–52 254 km) | ,       |
| Korea Advanced Institute of Science and Technology Satellite 4 (Kaistsat 4) | KARI                        | 27 septembre 2003 | —                 | Orbite terrestre (675–695 km)       | ,       |
| OAO-2                                                                       | NASA                        | 7 décembre 1968   | janvier 1973      | Orbite terrestre (749–758 km)       | ,       |
| Swift Gamma Ray Burst Explorer (Swift)                                      | NASA                        | 20 novembre 2004  | —                 | Orbite terrestre (585–604 km)       | ,       |
| Tel Aviv University Ultraviolet Explorer (en) (TAUVEX)                      | Agence spatiale israélienne | ?                 | —                 | —                                   | [ 117 ] |
| WSO-UV                                                                      | Roscosmos                   | 2015              | —                 | Orbite géosynchrone                 | [ 118 ] |
| Public Telescope (PST)                                                      | Astrofactum                 | 2019              | —                 | Orbite terrestre (800 km)           | ,       |

### Télescopes en lumière visible
L'astronomie en lumière visible est la forme la plus ancienne de l'observation des astres. Elle porte sur le rayonnement visible (entre 4 000  et   8 000 Å). Un télescope optique placé dans l'espace ne subit pas les déformations liées à la présence de l'atmosphère terrestre ce qui lui permet de fournir des images avec une résolution plus importante. Les télescopes optiques sont utilisés pour étudier, entre autres, les étoiles, les galaxies, les nébuleuses et les disques protoplanétaires.

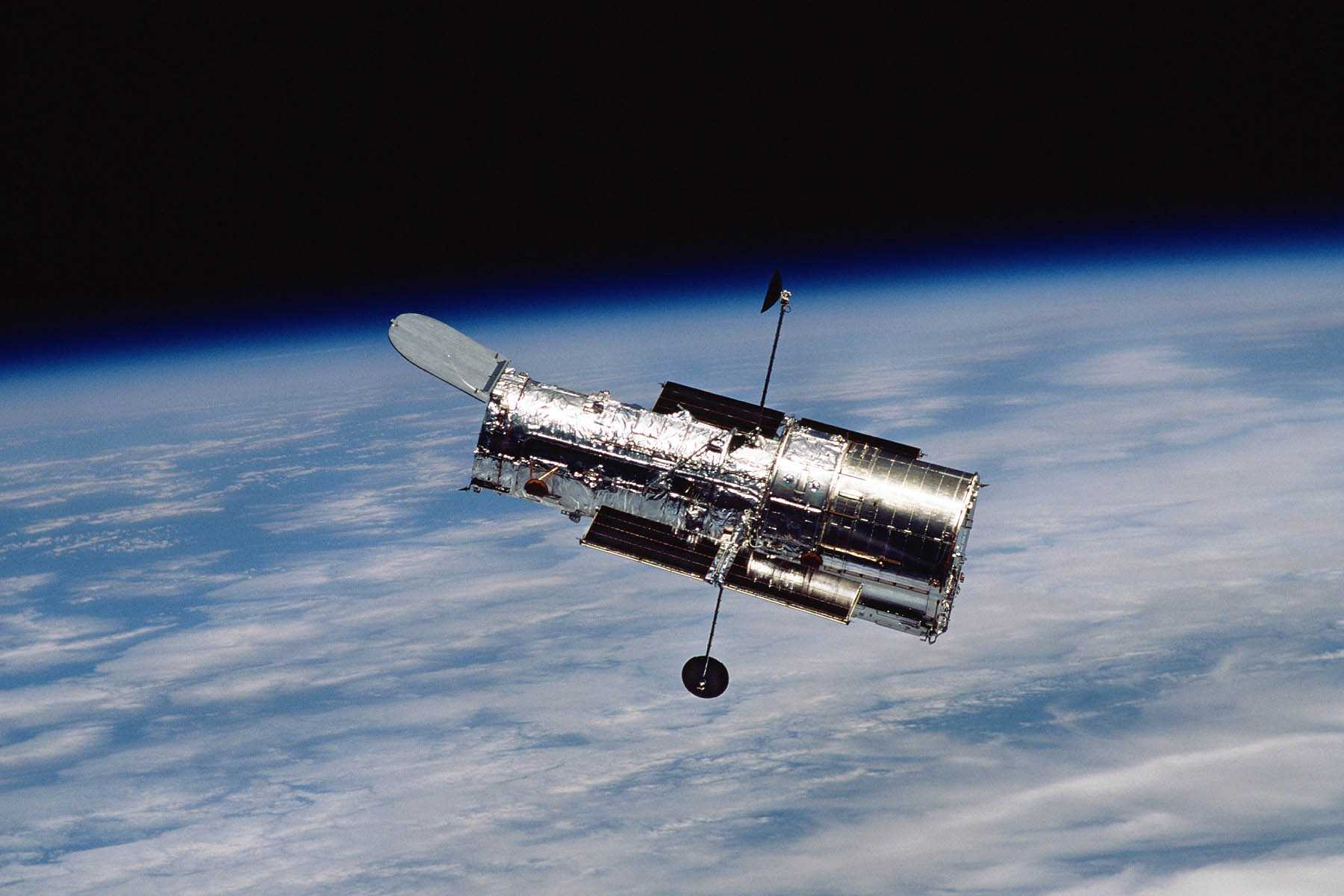
Le télescope Hubble.
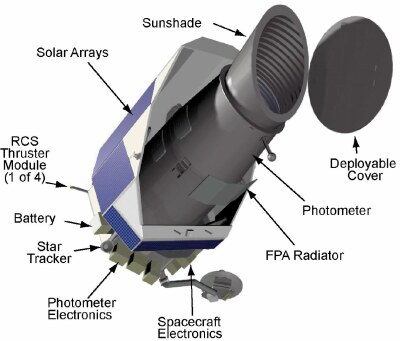
Diagramme de Kepler.
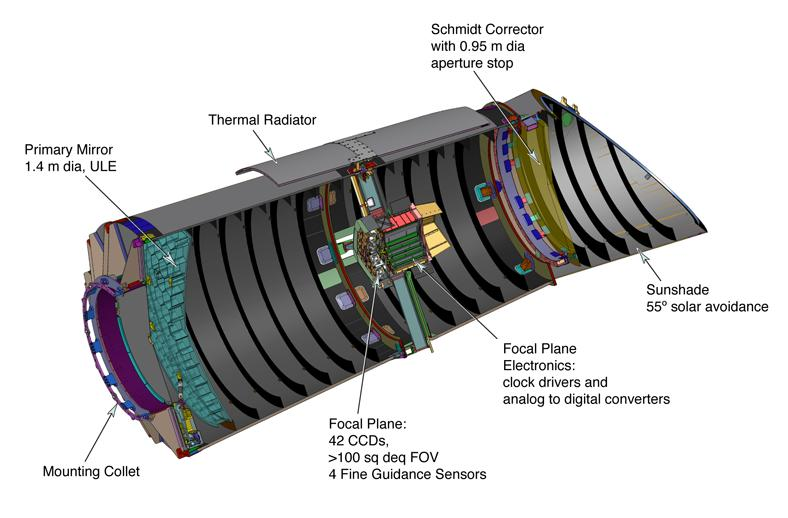
Diagramme de Kepler.

| Nom                              | Agence spatiale | Date de lancement | Fin de mission  | Emplacement                         | Ref(s)  |
| -------------------------------- | --------------- | ----------------- | --------------- | ----------------------------------- | ------- |
| Astrosat                         | ISRO            | avril 2009        | —               | Orbite terrestre (650 km)           | [ 49 ]  |
| CoRoT                            | CNES & ESA      | 27 décembre 2006  | 17 juin 2014    | Orbite terrestre (872–884 km)       | ,       |
| Dark Energy Space Telescope      | NASA & DOE      | Non définie       | —               | —                                   | [ 126 ] |
| Gaia                             | ESA             | 19 décembre 2013  | —               | Point de Lagrange L2 (Lissajous)    | [ 127 ] |
| Hipparcos                        | ESA             | 8 août 1989       | mars 1993       | Orbite terrestre (223–35 632 km)    | ,       |
| Hubble                           | NASA            | 24 avril 1990     | —               | Orbite terrestre (586,47–610,44 km) | [ 111 ] |
| Kepler                           | NASA            | 6 mars 2009       | 30 octobre 2018 | Point de Lagrange L2                | ,       |
| MOST                             | CSA             | 30 juin 2003      | —               | Orbite terrestre (819–832 km)       | ,       |
| SIM Lite Astrometric Observatory | NASA            | Annulé            | —               | —                                   | [ 136 ] |
| Swift Gamma Ray Burst Explorer   | NASA            | 20 novembre 2004  | —               | Orbite terrestre (585–604 km)       | ,       |
| Terrestrial Planet Finder        | NASA            | Annulé            | —               | —                                   | [ 137 ] |
| EUCLID                           | ESA             | 1er juillet 2023  |                 | point de Lagrange L2                |         |

### Télescopes infrarouge
Le rayonnement infrarouge a une énergie plus faible que la lumière visible et est donc émis par des objets plus froids. Ce rayonnement permet d'observer les objets suivants : les étoiles froides dont les naines brunes, les nébuleuses et les galaxies avec un important décalage vers le rouge.

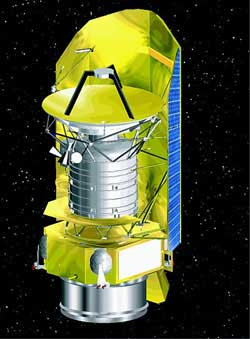
Herschel (vue d'artiste)
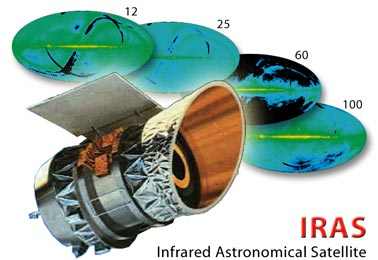
IRAS (vue d'artiste)
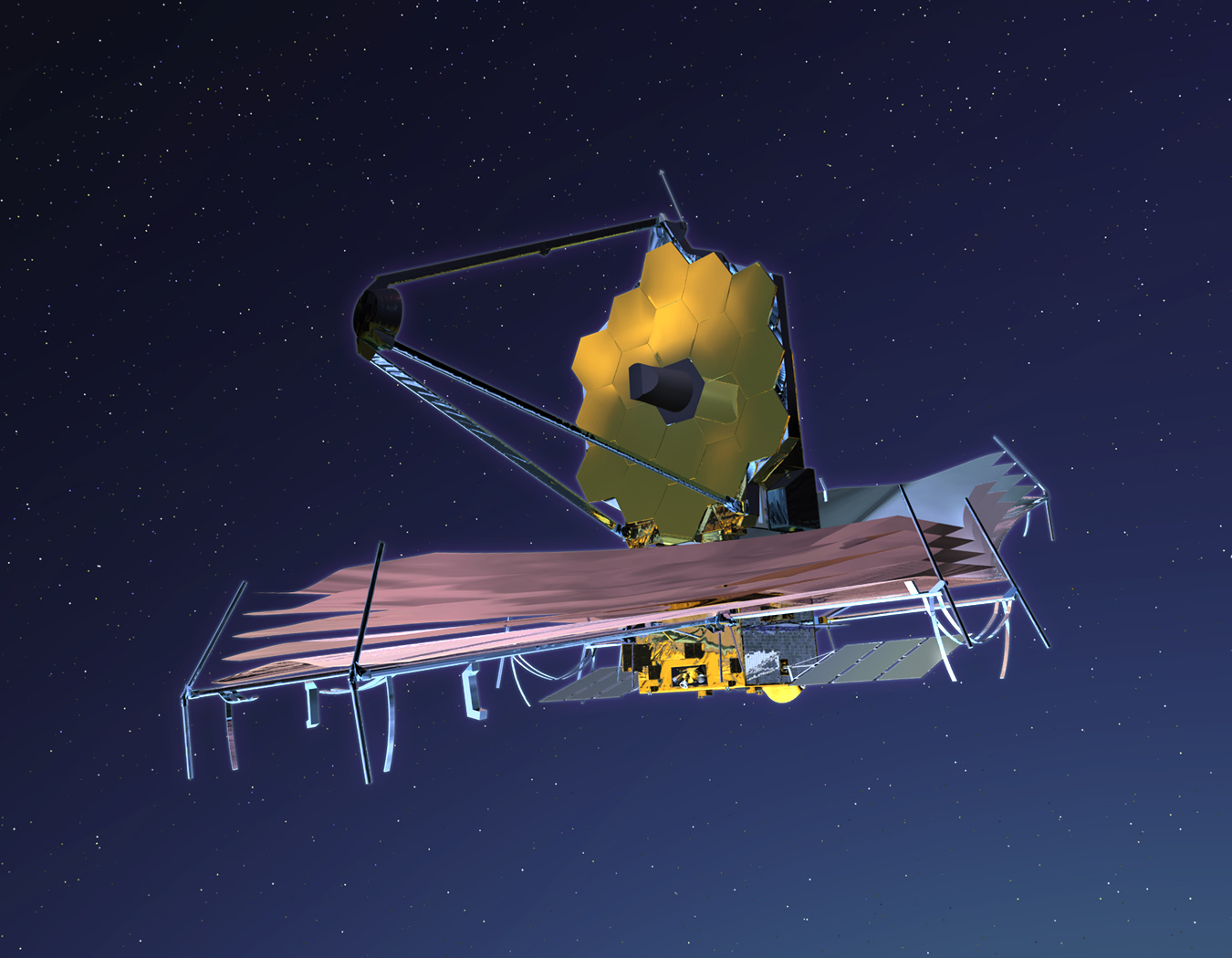
James Webb (vue d'artiste)

| Nom                                           | Agence spatiale | Date de lancement | Fin de mission   | Emplacement                          | Ref(s)  |
| --------------------------------------------- | --------------- | ----------------- | ---------------- | ------------------------------------ | ------- |
| Akari (ASTRO-F)                               | JAXA            | 21 février 2006   | 24 novembre 2011 | Orbite terrestre (586,47–610,44 km)  | ,       |
| Darwin                                        | ESA             | Annulé            | —                | Point de Lagrange L2                 | [ 141 ] |
| Herschel                                      | ESA et NASA     | 14 mai 2009       | 17 juin 2013     | Point de Lagrange L2                 | ,       |
| IRAS                                          | NASA            | 25 janvier 1983   | 21 novembre 1983 | Orbite terrestre (889–903 km)        | ,       |
| Infrared Space Observatory (ISO)              | ESA             | 17 novembre 1995  | 16 mai 1998      | Orbite terrestre (1 000–70 500 km)   | ,       |
| Infrared Telescope in Space                   | ISAS et NASDA   | 18 mars 1995      | 25 avril 1995    | Orbite terrestre (486 km)            | ,       |
| James Webb                                    | NASA            | 25 décembre 2021  | —                | Point de Lagrange L2                 | [ 153 ] |
| Midcourse Space Experiment (MSX)              | USN             | 24 avril 1996     | 26 février 1997  | Orbite terrestre (900 km)            | [ 154 ] |
| Spitzer                                       | NASA            | 25 août 2003      | 30 janvier 2020  | Orbite héliocentrique (0,98–1,02 au) | ,       |
| Submillimeter Wave Astronomy Satellite (SWAS) | NASA            | 6 décembre 1998   | —                | Orbite terrestre (638–651 km)        | ,       |
| Terrestrial Planet Finder                     | NASA            | encore inconnue   | —                | —                                    | [ 137 ] |
| Wide Field Infrared Explorer (WIRE)           | NASA            | 5 mars 1999       | 10 mai 2011      | —                                    | [ 159 ] |
| Wide-field Infrared Survey Explorer (WISE)    | NASA            | 14 décembre 2009  | —                | Orbite terrestre (500 km)            | ,       |

### Ondes millimétriques et submillimétriques
Aux fréquences millimétriques, les photons sont très nombreux mais ont très peu d'énergie. Il faut donc en collecter beaucoup. Ce rayonnement permet de mesurer le fond diffus cosmologique, la distribution des radio-sources, ainsi que l'effet Sunyaev-Zel'dovich, ainsi que le rayonnement synchrotron et le rayonnement continu de freinage de notre galaxie.

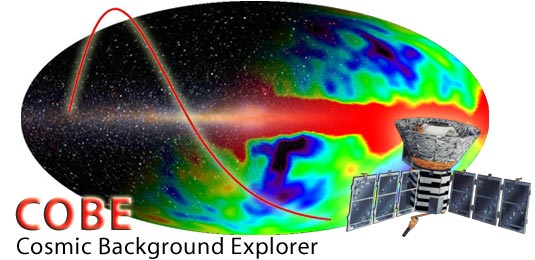
COBE.
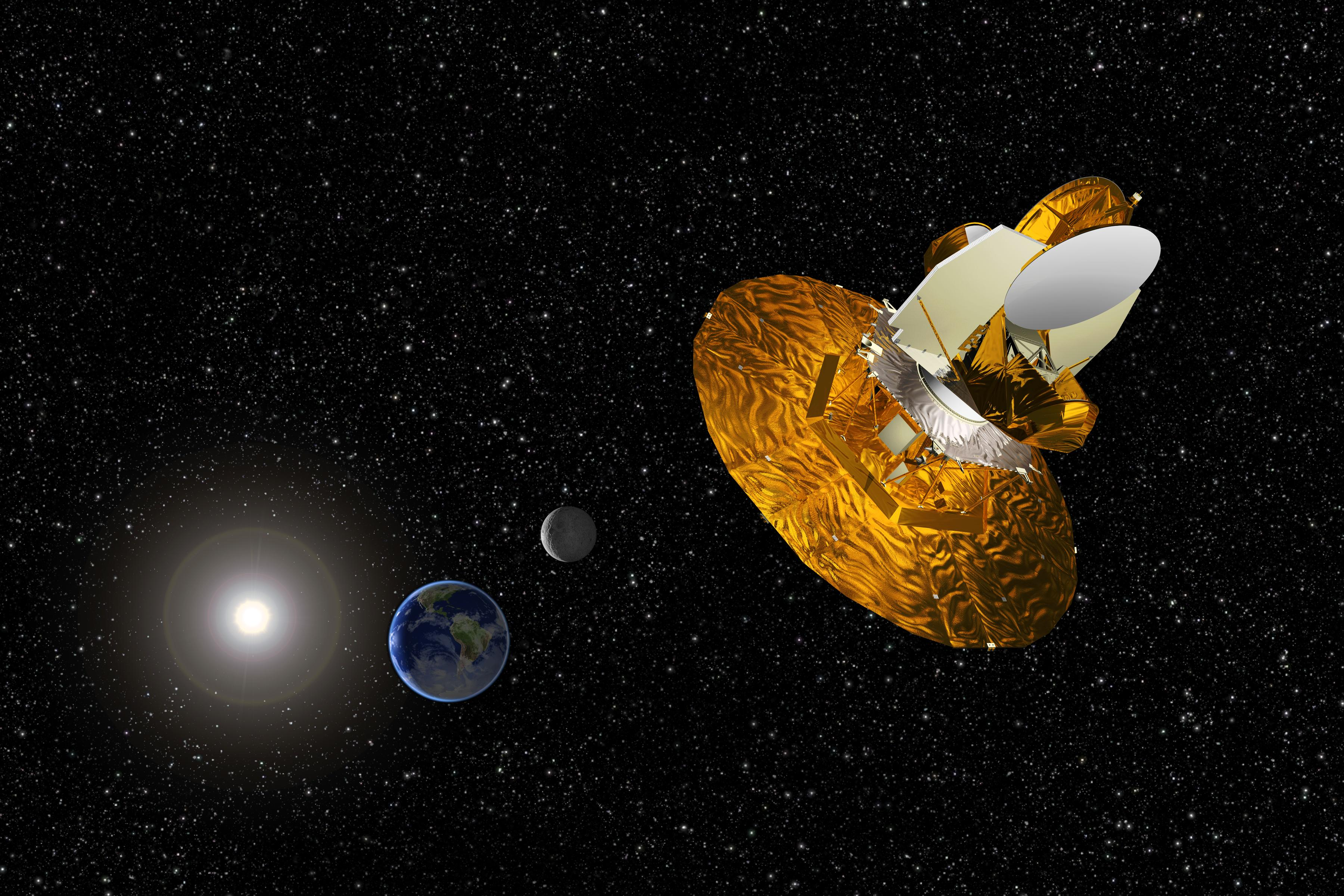
WMAP (vue d'artiste).

| Nom                                         | Agence spatiale | Date de lancement | Fin de mission   | Emplacement               | Ref(s)  |
| ------------------------------------------- | --------------- | ----------------- | ---------------- | ------------------------- | ------- |
| Cosmic Background Explorer (COBE)           | NASA            | 18 novembre 1989  | 23 décembre 1993 | Orbite terrestre (900 km) | ,       |
| Odin                                        | SSC             | 20 février 2001   | —                | Orbite terrestre (622 km) | ,       |
| Planck                                      | ESA             | 14 mai 2009       | 14 août 2013     | Point de Lagrange L2      | ,       |
| Wilkinson Microwave Anisotropy Probe (WMAP) | NASA            | 30 juin 2001      | 19 août 2010     | Point de Lagrange L2      | [ 169 ] |

### Radio-télescopes spatiaux
L'atmosphère est transparente pour les ondes radio, aussi les radio-télescopes placés dans l'espace sont utilisés généralement pour réaliser de l'interférométrie à très longue base. Un télescope est situé sur Terre tandis qu'un observatoire est placé dans l'espace : en synchronisant les signaux collectés par ces deux sources, on simule un radio-télescope dont la taille serait la distance existant entre les deux instruments. Les observations effectuées par ce type d'instrument portent sur les restes de supernovæ, les lentilles gravitationnelles, les masers, les galaxies à sursaut de formation d'étoiles ainsi que beaucoup d'autres objets célestes.
| Nom                                                                         | Agence spatiale | Date de lancement | Fin de mission   | Emplacement                          | Ref(s)  |
| --------------------------------------------------------------------------- | --------------- | ----------------- | ---------------- | ------------------------------------ | ------- |
| Highly Advanced Laboratory for Communications and Astronomy (HALCA ou VSOP) | ISAS            | 12 février 1997   | 30 novembre 2005 | Orbite terrestre (560–21 400 km)     | ,       |
| RadioAstron                                                                 | IKI             | 2011              | —                | Orbite terrestre (10 000–390 000 km) | ,       |
| VSOP-2                                                                      | JAXA            | 2012              | —                | —                                    | [ 175 ] |

### Détection de particules
Certains observatoires spatiaux sont spécialisés dans la détection du rayonnement cosmique et des électrons. Ceux-ci peuvent être émis par le Soleil, notre galaxie (rayonnement cosmique) et des sources extra-galactiques (rayonnement cosmique extra-galactique). Les noyaux des galaxies actives émettent également un rayonnement cosmique à haute énergie.
| Nom                                                                              | Agence spatiale            | Date de lancement | Fin de mission | Emplacement                                                   | Ref(s) |
| -------------------------------------------------------------------------------- | -------------------------- | ----------------- | -------------- | ------------------------------------------------------------- | ------ |
| High Energy Astrophysics Observatory 3 (HEAO 3)                                  | NASA                       | 20 septembre 1979 | 29 mai 1981    | Orbite terrestre (486,4–504,9 km)                             | ,      |
| Astromag Free-Flyer (en)                                                         | NASA                       | 1er janvier 2005  | —              | Orbite terrestre (500 km)                                     | ,      |
| Payload for Antimatter Matter Exploration and Light-nuclei Astrophysics (PAMELA) | ASI, INFN, RSA, DLR & SNSB | 15 mai 2006       | —              | Orbite terrestre (350–610 km)                                 | ,      |
| Spectromètre magnétique Alpha (AMS)                                              | ESA et NASA                | 16 mai 2011       | —              | Station spatiale internationale (Orbite terrestre 330–410 km) |        |

### Ondes gravitationnelles
L’observation des ondes gravitationnelles, prédites par la relativité générale, est un domaine relativement nouveau. Un projet d'observatoire spatial, Evolved Laser Interferometer Space Antenna (eLISA), développé par l’Agence spatiale européenne, devrait être lancé après 2034 si le projet est retenu. Le télescope utilise la technique de l'interférométrie.
| Nom                                                | Agence spatiale | Date de lancement | Fin de mission | Emplacement                                            | Ref(s)  |
| -------------------------------------------------- | --------------- | ----------------- | -------------- | ------------------------------------------------------ | ------- |
| Evolved Laser Interferometer Space Antenna (eLISA) | ESA             | 2037 (projet)     | —              | Orbite solaire (environ 1 UA ; sur l'orbite terrestre) | [ 180 ] |